# Miltogramma brevipila
Miltogramma brevipila är en tvåvingeart som beskrevs av Villeneuve 1911. Miltogramma brevipila ingår i släktet Miltogramma och familjen köttflugor.
Artens utbredningsområde är Frankrike. Arten är reproducerande i Sverige. Inga underarter finns listade i Catalogue of Life.